# Alf Common
Alf Common, né le 25 mai 1880 à Sunderland et mort le 3 avril 1946 à Darlington, est un footballeur international anglais évoluant au poste d'attaquant. Il est resté célèbre pour avoir été le premier joueur de football à être transféré, pour un montant de plus de 1 000 £, de Sunderland à Middlesbrough en 1905.

## Biographie

### Carrière internationale
Alf Common joue trois matchs en équipe d'Angleterre entre 1904 et 1906, inscrivant un but.
Il reçoit sa première sélection en équipe d'Angleterre le 29 février 1904, contre le pays de Galles (match nul 2-2 à Wrexham). Il joue son deuxième match le 12 mars 1904, contre l'Irlande. À cette occasion, il inscrit son seul but en sélection, pour une défaite 1-3 à Belfast. Il joue son troisième et dernier match le 19 mars 1906, une nouvelle fois contre le pays de Galles (victoire 0-1 à Cardiff).

## Palmarès
Sunderland
- Football League First Division
  - Vice-champion : 1901

Sheffield United
- Coupe d'Angleterre
  - Vainqueur : 1902